# نثار احمد فیضی غوریانی
نثار احمد فیضی غوریانی (زاده ۱۳۴۰ ولسوالی غوریان - ولایت هرات) سیاستمدار افغانستانی و نماینده مردم ولایت هرات در دوره شانزدهم مجلس نمایندگان است. وی در مجلس شانزدهم نمایندگان افغانستان عضو کمیسیون امور دفاعی و تمامیت ارضی می‌باشد.

## زندگی‌نامه
نثار احمد فیضی غوریانی زاده ۱۳۴۰ از ولسوالی غوریان ولایت هرات است. وی تحصیلات متوسطه خود را در لیسه باختر به پایان برد و سپس وارد جبهه جنگ شد و در سمت مشاور اسماعیل خان فعالیت می‌کرد. پس از آن به آمریکا مهاجرت کرد و در تجارت قالی فعالیت داشت.

## دیگر فعالیت‌ها
دیگر فعالیت‌های وی:
- فعالیت تجاری.
- رئیس مجتمع تجارتی لیبرتی کارپوریشن (برق رسانی، ساختمانی، تجارتی و فابریکات تولیدی) در هرات.